# Noel Fisher
Noel Roeim Fisher (Vancouver, 13 marzo 1984) è un attore canadese.

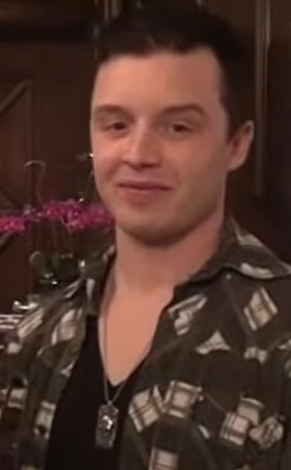
Noel Fisher

È noto per la sua interpretazione di Mickey Milkovich nella serie Showtime Shameless , così come per la sua interpretazione di Cael Malloy nella serie FX The Riches. Ha interpretato Ellison "Cotton Top" Mounts nella miniserie vincitrice dell'Emmy Award Hatfields & McCoys così come Vladimir, un vampiro di 1.500 anni in The Twilight Saga: Breaking Dawn – Part 2 , e Michelangelo in Teenage Mutant Ninja Turtles e nel sequel Teenage Mutant Ninja Turtles: Out of the Shadows e X-Men: Evolutiondove ha doppiato il personaggio Todd "Toad" Tolansky. Ha anche avuto ruoli in serie come Criminal Minds: Suspect Behavior, Lie to Me, Bones e Law & Order: Special Victims Unit .

## Biografia
È nato a Vancouver nella Columbia Britannica. Ha iniziato la sua carriera di attore all'età di 14 anni nel film per la televisione The Sheldon Kennedy Story.  Durante il suo periodo da giovane attore a Vancouver, è stato incoraggiato a "prendere molte lezioni diverse" e "si è innamorato" del pianoforte, che ha studiato per otto anni. Nella sua carriera ha interpretato vari ruoli, in film come Final Destination 2 nel ruolo di Brian Gibbons nel 2003 mentre nel 2012 ha interpretato il ruolo di Vladimir nel film The Twilight Saga: Breaking Dawn - Parte 2. È noto soprattutto per il ruolo di Mickey Alexandr Milkovich nella serie televisiva Shameless.

## Vita privata
Nel 2004 ha iniziato una relazione con l'attrice Layla Alizada, con la quale si è ufficialmente sposato nel 2017.

## Filmografia

### Cinema
- Valentine - Appuntamento con la morte (Valentine), regia di Jamie Blanks (2001)
- Freddy Got Fingered, regia di Tom Green (2001)
- Max Keeble alla riscossa (Max Keeble's Big Move), regia di Tim Hill (2001)
- Final Destination 2, regia di David R. Ellis (2003)
- Agente Cody Banks (Agent Cody Banks), regia di Harald Zwart (2003)
- Pope Dreams, regia di Patrick Hogan (2006)
- After Sex - Dopo il sesso (After Sex), regia di Eric Amadio (2007)
- Red, regia di Trygve Allister Diesen e Lucky McKee (2008)
- World Invasion (Battle: Los Angeles), regia di Jonathan Liebesman (2011)
- The Twilight Saga: Breaking Dawn - Parte 2 (The Twilight Saga: Breaking Dawn - Part 2), regia di Bill Condon (2012)
- Tartarughe Ninja (Teenage Mutant Ninja Turtles), regia di Jonathan Liebesman (2014)
- Tartarughe Ninja - Fuori dall'ombra (Teenage Mutant Ninja Turtles: Out of the Shadows), regia di Dave Green (2016)

- Capone, regia di Josh Trank (2020)

- COGN-AI-TIVE, regia di Tommy Savas (2024)

### Televisione
- You, Me and the Kids – serie TV, 10 episodi (2000-2001)
- Andromeda – serie TV, episodio 1x13 (2001)
- Oltre i limiti (The Outer Limits) – serie TV, episodio 7x18 (2001)
- Sk8 – serie TV, 13 episodi (2001-2002)
- Glory Days – miniserie TV, episodio 1x02 (2002)
- I Was a Teenage Faust, regia di Thom Eberhardt – film TV (2002)
- Api assassine (Killer bees!), regia di Penelope Buitenhuis – film TV (2002)
- National Lampoon's Holiday Party (National Lampoon's Holiday Reunion), regia di Neal Israel – film TV (2003)
- Due uomini e mezzo (Two and a Half Men) – serie TV, episodio 1x12 (2004)
- Cold Case - Delitti irrisolti (Cold Case) – serie TV, episodio 1x22 (2004)
- Huff – serie TV, episodi 1x01-1x02-1x04 (2004)
- Godiva's – serie TV, 19 episodi (2005-2006)
- Medium – serie TV, episodio 2x15 (2006)
- The Riches – serie TV, 20 episodi (2007-2008)
- Life – serie TV, episodio 2x01 (2008)
- Law & Order: Criminal Intent – serie TV, episodio 7x16 (2008)
- The Mentalist – serie TV, episodio 1x07 (2008)
- A Dog Named Christmas, regia di Peter Werner – film TV (2009)
- Bones – serie TV, episodio 4x14 (2009)
- Law & Order - Unità vittime speciali  (Law & Order: Special Victims Unit) – serie TV, 4 episodi (2009)
- The Pacific – miniserie TV, episodio 1x09 (2010)
- Terriers - Cani sciolti (Terriers) – serie TV, episodio 1x07 (2010)
- Dark Blue – serie TV, episodio 2x06 (2010)
- Lie to Me – serie TV, episodio 3x05 (2010)
- Criminal Minds: Suspect Behavior – serie TV, episodio 1x04 (2011)
- Shameless – serie TV (2011-2021)
- Hatfields & McCoys – miniserie TV, 3 episodi (2012)
- The Booth at the End – serie TV, 5 episodi (2012)
- Fear the Walking Dead – serie TV, episodio 3x01 (2017)
- The Long Road Home – miniserie TV, 7 episodi (2017)
- Castle Rock – serie TV, 6 episodi (2018)
- The Red Line – serie TV, 8 episodi (2019)
- The Conners – serie TV, episodi 2x13-2x14 (2020)
- The Calling – serie TV (2022)
- The Rookie – serie TV, episodio 7x04 (2025)

## Doppiatori italiani
Nelle versioni in italiano delle opere in cui ha recitato, Noel Fisher è stato doppiato da:
- Alessio De Filippis in Cold Case - Delitti irrisolti, The Mentalist
- Davide Perino in World Invasion, ''Criminal Minds: Suspect Behavior
- Massimo Triggiani in Capone, The Twilight Saga: Breaking Dawn - Parte 2
- Alessandro Campaiola in Tartarughe Ninja, Tartarughe Ninja - Fuori dall'ombra
- Federico Zanandrea in Law & Order: Criminal Intent
- Mirko Cannella in Shameless
- Marco Vivio in Andromeda
- Eric Alexander in National Lampoon's Holiday Party
- Omar Ramero in After Sex - Dopo il sesso
- Gabriele Patriarca in The Riches
- Nanni Baldini in Law & Order - Unità vittime speciali
- David Chevalier in Fear the Walking Dead
- Alessio Puccio in Final Destination 2